# Király-tó
Az egykor volt hansági Király-tó a lecsapolások miatt ma már kevéssé emlékeztet korábbi önmagára, de mind több jel utal arra, hogy élővilága talán regenerálódhat, és visszaállhat a hajdani hansági lápvilág egy része.

## Története
A Kisalföld medencéjének süllyedése már a miocénben megkezdődött, amely süllyedéket előbb a Pannon-tenger, majd a területre érkező folyók töltögették hordalékukkal. A Fertő-Hanság-medence a holocénban tovább süllyedt környezetéből és az így kialakult rossz lefolyású illetve időnként teljesen lefolyástalan területen hatalmas lápvilág alakult ki. A Fertő mellett a Hanságban is volt akkoriban számos állandó, nyílt vizű tó, amelyek közül a Király-tó volt a legmélyebben fekvő és az egyik legnagyobb felületű. 
A 18. század második felében az egyre intenzívebbé váló mezőgazdasági termelés új területeket igényelt, így 1795-ben hozzáfogtak a lápvilág lecsapolásához, amely egészen a 20. század második feléig eltartott. A környék kiszárítása során nem csak a páratlanul gazdag vízi élővilág tűnt el, de leáldozott a hagyományos pákász, halász, nád- és gyékényvágó, rideg állattartó életformának is. A vízelvezető munkálatok eredményeképpen az egykori hansági tavak teljesen eltűntek, helyüket mocsár- és láprétek, valamint erdészeti ültetvények vették át

## Élővilága
A mai Király-tó a 20. század második felében, a tőzegbányászat során visszamaradt mélyedésekben alakult ki. Az újonnan keletkező sekély vízű élőhelyeket néhány éven belül benövi a keskenylevelű gyékény illetve kisebb arányban a nád, így nyílt vízfelületek csak a legmélyebb részeken, nagyon kis területen maradnak fenn. A gyékényeseket - a tőzegbányászattal nem érintett területeken - magassásosok (Caricetum acutiformis et ripariae) és mocsárrétek (Agrostio-Deschampsietum caespitosae és Carici vulpinae-Alopecuretum pratensis) veszik körül.
A tónak és a körülötte elterülő réteknek gazdag a gerinctelen faunája, amely közül a leglátványosabb csoport a szitakötők rendje (Odonata).
A tóban megtalálhatók a Hanság legjellemzőbb halfajai: a réti csík (Misgurnus fossilis), a compó (Tinca tinca) és a csuka (Esox lucius).
A kétéltűek közül leggyakoribb a kecskebéka (Rana esculenta), a mocsári béka (Rana arvalis), a tavat szegélyező mocsárrétek pedig egész nyáron hangosak a vöröshasú unkák (Bombina bombina) kórusától. 
A madárfajok közül talán legfontosabbak a gyékényesekben, nádasokban nagy számban költő, telelő énekesmadarak, mint például a foltos nádiposzáta (Acrocephalus schoenobaenus), nádirigó (Acrocephalus arundinaceus), berki tücsökmadár (Locustella fluviatilis), barkóscinege (Panurus biarmicus), nádi sármány (Emberiza schoeniclus). Kisebb számban költ a területen a cigányréce (Aythia nyroca), a bölömbika (Botaurus stellaris), a kis vöcsök (Podiceps ruficollis), a barna rétihéja (Circus aeruginosus) és egyéb vízhez kötődő madárfajok is.
Az emlősök legjelentősebb, vízi életmódot folytató képviselője a területen a vidra (Lutra lutra), amely az elmúlt évtizedekben újra rendszeresen jelen van.

## Természetvédelmi helyzete
A közel két évszázadon át folyó lecsapolási munkálatok eredményeként a Hanság egykori vadvízvilága szinte teljesen eltűnt. A hírmondóként fennmaradt természeti értékek megőrzése céljából 1976-ban megalapították a Hansági Tájvédelmi Körzetet, amely részeként a mai Király-tó és környéke fokozottan védett természeti területté vált. 1994-ben a Hanságot az akkori Fertő-tavi Nemzeti Parkhoz csatolva, létrejött a Fertő–Hanság Nemzeti Park. A jogszabályok adta védelem úgy tűnik, hogy képes biztosítani a fennmaradt természeti értékek megőrzését, de az egykori vízivilág csak akkor térhet vissza a területre, ha sikerül folytatni a Fertő-Hanság Nemzeti Park Igazgatóság által 2001-ben megkezdett vizesélőhely rekonstrukciót, amely a Nyirkai-Hanyban már visszaállította az egykoron volt mocsárvilág egy kis szeletét.

## Hany Istók
A legenda szerint a tóból fogták ki Hany Istókot a kapuvári halászok 1749-ben. A kifogott lény egy elveszett, de valamilyen módon a tó körüli vízi világban életben maradt és elvadult árva gyerek volt. A beszédképtelen, teljesen vad gyermek a korabeli leírások szerint tökéletesen alkalmazkodott a lápi léthez: meztelen volt, bőre kéregszerűen megvastagodott, testét szőr borította, ujjai között kezdetleges bőrhártya feszült. Szemtanúk szerint a víz alatt úszva is képes volt megfogni a halakat. A gyermeket a kapuvári plébánia bejegyzése szerint 1749 március 17-én István névre keresztelték.
Feltételesen megkereszteltetett az erdőben talált, kb. 8 esztendős, esztelen fiú. Keresztszülei: Holczinger Mihály sekrestyés és Meisner Anna Mária nevű szolgáló. A fiú mezítelen volt, puszta füvet, szénát és szalmát falt, nem tűrt ruhát, és ha embert pillantott meg, azonnal a vízbe ugrott és úgy úszott, mint a hal. Majd egy évig élt a várban, megette már a főtt ételt, viselte a ruhát és külsőleg is emberré kezdett válni. Alkalmasint a vártól nem messze folyó Rábába ugrott és leúszott a Hanyba. Meg se találták soha többé.

## Lásd még
- Fertő–Hanság Nemzeti Park